# Обелиск Славы (Нерюнгри)
Обелиск Славы — мемориал в Нерюнгри, посвящённый участникам Великой Отечественной войны.

## Описание памятника
Монумент представляет собой руки, держащие орден Победы, которые олицетворяют символ благодарной памяти о погибших в Великой Отечественной войне и стремление к миру.

## История памятника
8 мая 1985 года состоялся состоялся торжественный митинг, посвященный закладке обелиска Славы. Выступили: первый секретарь горкома партии В. В. Балдуев; ветеран Великой Отечественной войны бригадир управления механизации БАМэнергостроя Н. А. Вотяков; депутат Верховного Совета ЯАССР, бригадир монтеров пути СМЦ-595 А. А. Иванченко; учащийся 10-го класса СШ № 6 Е. Рыбаковский. Предоставлено право заложить плиту будущего обелиска Славы: председателю городского комитета ветеранов войны К. К. Лефтеру, первому секретарю горкома КПСС В. В. Балдуеву, бригадиру монтажников СМУ треста Дальстальконструкция П. Д. Морозу, учащейся СШ № 13 Н. Кульковой. В основание будущего обелиска Славы заложена капсула с письмом к участникам юбилейных торжеств в честь 50-летия Победы. В капсуле сообщалось об успехах тружеников города в сооружении Южно-Якутского ТПК, а также о том, что «рядом с молодыми строителями трудились почти полтысячи участников Великой Отечественной войны, чей опыт и поддержка в трудные минуты, которых было немало, всегда были необходимы. Мы, как могли, своим трудом берегли мир, укрепляли экономическое и оборонное могущество Родины».
9 мая 1986 года установлен «Обелиск Славы» перед фасадом здания Дома культуры имени 40-летия Победы (Пионерная ул., 4а). Автор обелиска − творческая группа художественно- производственной мастерской Худфонда ЯАССР в составе Никитина П. П., Стельмашенко А. В., Романова
.
Позднее бывшее ДК имени 40-летия Победы было отдано Театру куклы города Нерюнгри.
В 2013 году жители Нерюнгри обсуждали перенос памятника 40-летию Победы (правильное название — «Обелиск Славы»). По состоянию на 2021 год «Обелиск Славы» расположен на ул. Пионерная, 6.